# Kurt Lechner
Kurt Georg Lechner (* 26. Oktober 1942 in Kaiserslautern) war von 1999 bis 2012 ein Europaabgeordneter der CDU für Rheinland-Pfalz in der Europäischen Volkspartei.

## Leben
Kurt Lechner machte 1961 sein Abitur am Altsprachlichen Gymnasium in Kaiserslautern. 1961/62 leistete er seinen Wehrdienst bei den Gebirgs- und Fallschirmjägern ab und war danach Oberleutnant der Reserve. Es folgte von 1962 bis 1967 ein Studium der Rechts- und Staatswissenschaften und der Volkswirtschaft in München und Mainz. Innerhalb der Studienzeit legte er sein Erstes und 1970 sein Zweites juristisches Staatsexamen ab. Von 1970 bis 1973 arbeitete er als Notarassessor in Landau und Kaiserslautern und von 1973 bis 1999 als Notar in Kaiserslautern.

## Politik
Kurt Lechner ist seit 1964  Mitglied der CDU und war von 1971 bis 1977 Landesvorsitzender der Jungen Union in Rheinland-Pfalz und Mitglied im Landesvorstand der CDU-Rheinland-Pfalz. Er war Vorsitzender des CDU-Kreisverbandes Kaiserslautern-Stadt und von 1993 bis 2011 Bezirksvorsitzender der CDU Rheinhessen-Pfalz. Von 1993 bis 2005 war er Mitglied im CDU Landesvorstand. 
Von 1976 bis 1979 war er Mitglied des Landtages von Rheinland-Pfalz. Ab 1999 war Kurt Lechner Mitglied des Europäischen Parlaments. Er gehörte der Fraktion der Europäischen Volkspartei an. Für seine Fraktion war er Mitglied im Ausschuss für Binnenmarkt und Mitglied im Rechtsausschuss  und Verbraucherschutz. Er gehörte zudem der Delegation für die Beziehungen zu den Maschrek-Ländern an.
Am 17. März 2012 schied Lechner aus dem Europäischen Parlament aus; Nachrückerin ist die Oberbürgermeisterin von Bingen am Rhein Birgit Collin-Langen.

## Mitgliedschaften
Lechner war Mitglied der Europa-Union Parlamentariergruppe Europäisches Parlament.

## Weitere Ämter und Mitgliedschaften
Lechner war von 1993 bis 2021 Vorsitzender des Freundeskreises der Universität Kaiserslautern e.V. Er ist Mitglied des Stiftungskuratoriums der Fridtjof-Nansen-Akademie für politische Bildung im Weiterbildungszentrum Ingelheim.